# (31749) 1999 JV83
1999 JV83 (asteroide 31749) é um asteroide da cintura principal. Possui uma excentricidade de 0.19177870 e uma inclinação de 15.36472º.
Este asteroide foi descoberto no dia 12 de maio de 1999 por LINEAR em Socorro.